# 47 Волопаса
47 Волопаса (лат. 47 Boötis), k Волопаса (лат. k Boötis), HD 133962 — двойная звезда в созвездии Волопаса на расстоянии приблизительно 260 световых лет (около 80 парсеков) от Солнца.

## Характеристики
Первый компонент (CCDM J15054+4809A) — белая звезда спектрального класса A0Vs, или A1V. Видимая звёздная величина звезды — +5,6m. Масса — около 2,5 солнечной, радиус — около 2,117 солнечных, светимость — около 46,623 солнечных. Эффективная температура — около 9803 K.
Второй компонент (CCDM J15054+4809B) — оранжевый карлик спектрального класса K. Видимая звёздная величина звезды — +13,3m. Радиус — около 0,5 солнечного, светимость — около 0,065 солнечной. Эффективная температура — около 4109 K. Удалён на 6,2 угловых секунды.

## Планетная система
В 2019 году учёными, анализирующими данные проектов HIPPARCOS и Gaia, у звезды обнаружена планета.